# Georgie Welcome
Georgie Wilson Welcome Collins (ur. 9 marca 1985 w Roatán) – honduraski piłkarz występujący na pozycji napastnika, od 2017 zawodnik belizeńskiego Belmopan Bandits.
Jego kuzyn Shannon Welcome również jest zawodowym piłkarzem.

## Kariera klubowa
Georgie Welcome zawodową karierę rozpoczął w 2004 w grającym w drugiej lidze honduraskiej Arsenalu de Roatán. Występował w nim przez 3,5 roku, po czym w trakcie sezonu 2007/2008 odszedł do Motagui Tegucigalpa. W jej barwach zadebiutował w rozgrywkach pierwszej lidze honduraskiej. Do końca sezonu o miejsce w składzie Welcome rywalizował z takimi napastnikami jak José Justavino, Jefferson Bernárdez i Jairo Martínez. Pierwszego gola dla nowego klubu zdobył 11 września 2008 w zwycięskim 2:0 derbowym pojedynku z Olimpią. W rozgrywkach Apertura 2009/2010 z 11 trafieniami na koncie Welcome zajął drugie miejsce w klasyfikacji najlepszych strzelców za Jerrym Palaciosem (13 bramek).
Wiosnę 2011 Welcome spędził na wypożyczeniu w AS Monaco, występującym we francuskiej Ligue 1. Przez pół roku wpisał się na listę strzelców dwukrotnie w trzynastu spotkaniach – w 32 kolejce z Stade Rennais i 33 kolejce z Saint–Étienne. Monaco na koniec sezonu zajęło 18. miejsce w najwyższej klasie rozgrywkowej, spadając do Ligue 2. W lipcu 2011 Motagua ponownie wypożyczyła Welcome'a – tym razem na pół roku do meksykańskiego Atlasu. W ośmiu meczach ligowych w Atlasie strzelił jednego gola i zajął z drużyną ostatnie miejsce w tabeli, po czym powrócił do Motagui. Na początku 2014 roku grał w Platense, a następnie odszedł do tajskiego BEC Tero Sasana FC.
| Sezon     | Klub              | Kraj      | Rozgrywki        | Mecze | Bramki |
| --------- | ----------------- | --------- | ---------------- | ----- | ------ |
| 2004/2005 | Arsenal de Roatán | Honduras  | Liga de Ascenso  | ?     | ?      |
| 2005/2006 | Arsenal de Roatán | Honduras  | Liga de Ascenso  | ?     | ?      |
| 2006/2007 | Arsenal de Roatán | Honduras  | Liga de Ascenso  | ?     | ?      |
| 2007/2008 | Arsenal de Roatán | Honduras  | Liga de Ascenso  | ?     | ?      |
| 2008/2009 | CD Motagua        | Honduras  | Liga Nacional    | 29    | 4      |
| 2009/2010 | CD Motagua        | Honduras  | Liga Nacional    | 27    | 17     |
| 2010/2011 | CD Motagua        | Honduras  | Liga Nacional    | 12    | 5      |
| 2010/2011 | AS Monaco         | Francja   | Ligue 1          | 13    | 2      |
| 2011/2012 | Club Atlas        | Meksyk    | Primera División | 8     | 1      |
| 2011/2012 | CD Motagua        | Honduras  | Liga Nacional    | 6     | 1      |
| 2012/2013 | CD Motagua        | Honduras  | Liga Nacional    | 21    | 3      |
| 2013/2014 | CD Motagua        | Honduras  | Liga Nacional    | 15    | 5      |
| 2013/2014 | Platense          | Honduras  | Liga Nacional    | 7     | 1      |
| 2014      | BEC Tero Sasana   | Tajlandia | Premier League   |       |        |

## Kariera reprezentacyjna
W reprezentacji Hondurasu Welcome zadebiutował 23 maja 2008 w wygranym 2:0 towarzyskim spotkaniu z Belize, w którym strzelił jednego gola. Rok później razem z drużyną narodową dotarł do półfinału Złotego Pucharu CONCACAF. Na turnieju był rezerwowym i wystąpił w trzech meczach wchodząc na boisko w drugiej połowie z ławki rezerwowych.
W maju 2010 selekcjoner Reinaldo Rueda powołał Welcome'a do kadry na Mistrzostwa Świata w RPA. Tam odpadł z Hondurasem już w fazie grupowej i w roli rezerwowego wystąpił we wszystkich trzech spotkaniach.